# Oudaloï (destroyer)
L'Oudaloï est un destroyer, navire de tête de sa classe qui a servi dans la marine soviétique puis russe de 1980 jusqu'à son retrait du service en 1996.

## Historique
Sa quille est posée au chantier naval Iantar à Kaliningrad le 23 juillet 1977, il est lancé le 5 février 1980 et mis en service le 31 décembre 1980.
Il rejoint la flotte du Nord le 24 janvier 1981, enrôlé dans la 10e brigade de navires anti-sous-marins du 7e escadron opérationnel basé à Severomorsk.
Depuis le 26 octobre 1983, il opère dans l'océan Atlantique en compagnie de l'Amiral Issakov, l'Otchaïanny et le tanker Genrikh Hasanov, au cours duquel ils escortent le Novorossiysk jusqu'à Gibraltar.
Du 26 au 30 mars 1984, une visite officielle sur l'île de Cuba à La Havane, Cienfuegos, achève alors les missions de service militaire en mer Méditerranée.
Dans la période du 24 octobre 1988 au 19 janvier 1990, il subit une refonte majeure à Kronstadt.
En décembre 1991, en compagnie du patrouilleur Vigilant dans le détroit de Gibraltar, il rencontre et escorte l'Amiral Kouznetsov jusqu'à Severomorsk. Pendant le voyage, il établit et maintient le contact avec 4 sous-marins étrangers.
En raison d'une pénurie de conscrits au début de 1993, il est transféré dans la réserve de 2e catégorie.
Le 16 août 1997, il est retiré des listes de la marine.
En 2002, après un démantèlement partiel, il sombre dans la baie de Kola près du village de Belokamenka. En mars 2006, son épave est renflouée par la société LLC Gidrotekhservice et démolie.